# Lois de Snell-Descartes
Pour les articles homonymes, voir Snell et Descartes (homonymie).

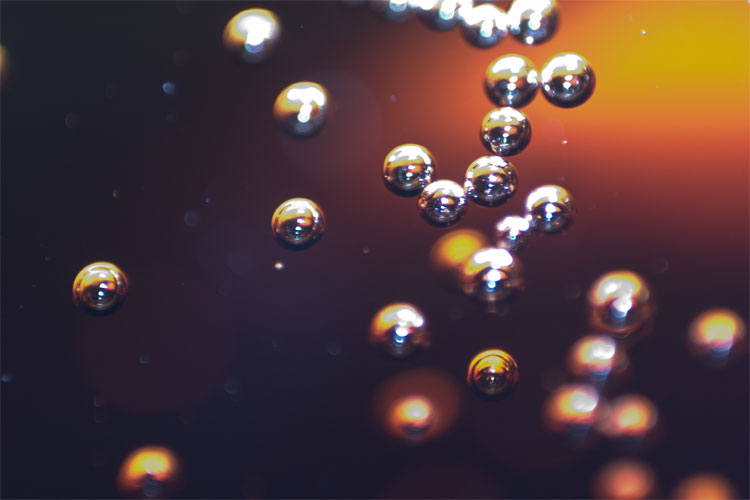
Les bulles de gaz dissous ou de vapeur d'eau, bien qu'elles soient transparentes, peuvent être visibles grâce aux reflets sur leur surface (réfraction et réflexion observant les lois de Snell-Descartes).

Les lois de Snell-Descartes décrivent le comportement de la lumière à l'interface de deux milieux. Ces lois sont au nombre de quatre, deux pour la réflexion et deux pour la réfraction. Avec la propagation rectiligne de la lumière dans les milieux homogènes et isotropes, ces lois sont à la base de l'optique géométrique. Leur nom fait référence à Willebrord Snell et  René Descartes qui ont simultanément, mais indépendamment, découvert ces lois au XVIIe siècle.
Le profil célérimétrique et les lois de Snell déterminent la trajectoire des rayons dans l'eau. Les mêmes lois permettent de déterminer la courbure idéale de la cornée d'un œil dans l'atmosphère ou dans le milieu aquatique. Une de ces lois explique aussi le rapport mathématique simple qui existe entre l'angle d'incidence d'un rayon lumineux et son angle réfracté par l'eau ou encore le phénomène dit fenêtre de Snell.

## Historique

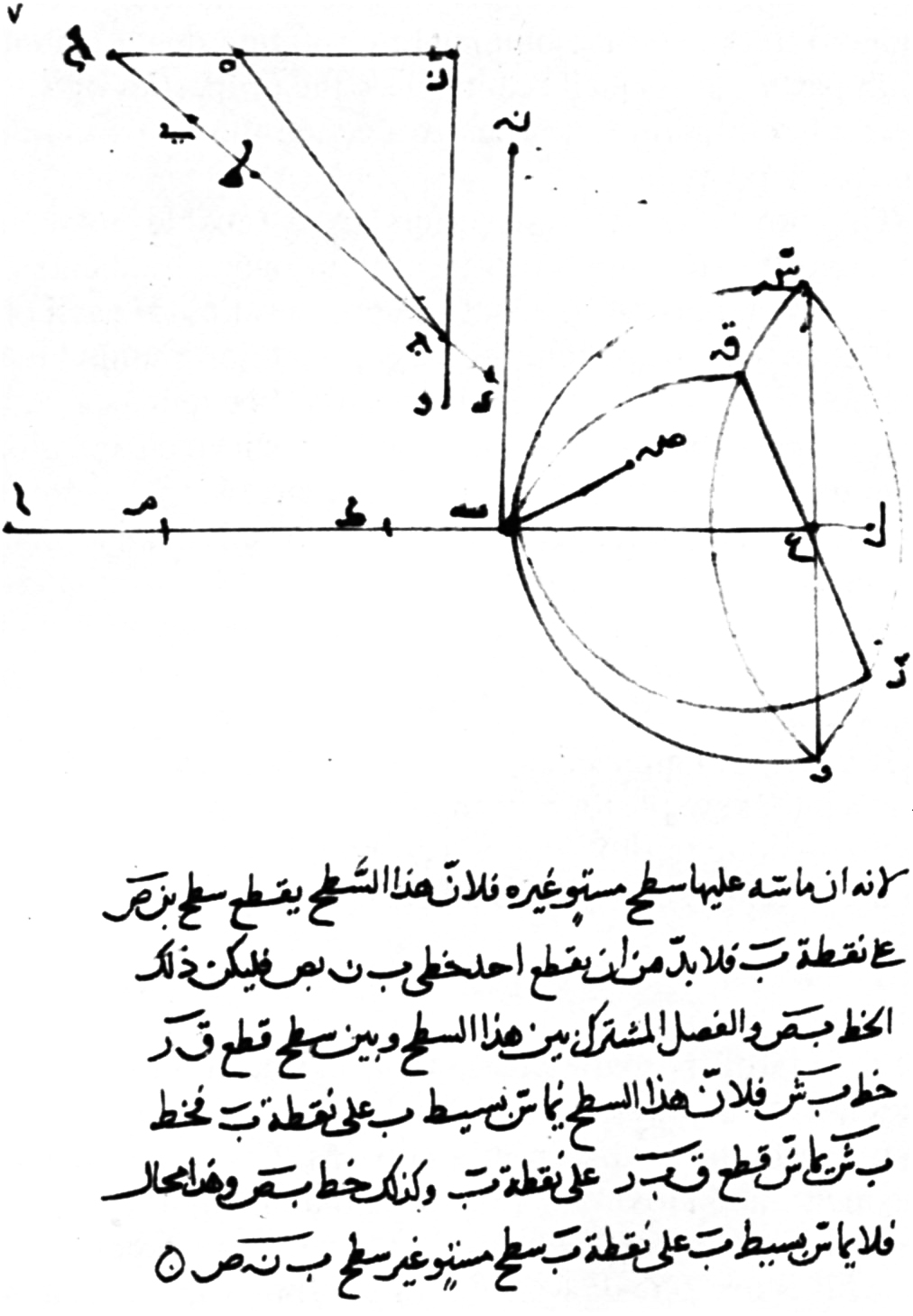
Reproduction d'un manuscrit de Ibn Sahl contenant sa découverte des lois de la réfraction.

La découverte des lois de la réfraction est attribuée à Ibn Sahl (c. 940-1000) en 983. Ces lois sont représentées sur la figure ci-contre par les deux triangles en haut à gauche. Ibn Sahl utilisa ces lois pour concevoir une lentille de forme hyperbolique, à focalisation parfaite (un faisceau de rayon parallèles converge alors exactement au même point : le foyer).
Cependant, le traité d'Ibn Sahl reste énigmatique, car la relation apparait sans donnée expérimentale, ni fondement théorique. 
De plus, aucune constante équivalente à l'indice optique  n'est définie. En outre, Il est difficile de croire qu'Ibn al-Haytham (Alhazen) n'ait pas repris la découverte fondamentale de son maitre Ibn Sahl. La relation semble simplement avoir été oubliée.
Une interprétation possible est qu'il s'agisse d'un exercice de conception de lentille, considéré dans le domaine purement géométrique, sans que la loi physique soit établie.
Plus tard, la théorie de l'arc-en-ciel est connue dans le monde musulman (Al Farisi).
Ensuite, grâce à la traduction latine du traité d'optique d'Alhazen, l'optique se répand en Europe : Oxford (Robert Grossetête, Roger Bacon), Paris, Prague. La loi des petits angles est connue : Witelo (dit Vitellion) aurait repris les tables expérimentales de déviation établies par Ptolémée, mais c'est ensuite Kepler qui, dans les Paralipomènes à Vitellion, a énoncé explicitement la relation entre les (petits) angles d'incidence et de réfraction. Thomas Harriot est crédité d'avoir dressé des tables via la loi des sinus (1601) et d'expliquer l'arc-en-ciel (1606) ; mais il ne publie pas.
- Snell développe ses travaux, en même temps qu'il publie sa table des sinus (1621).
- Descartes publie, en 1637, la loi dans son traité La Dioptrique (en annexe du Discours de la méthode) .
- Les lois de Snell-Descartes peuvent être entièrement déduites du principe de Fermat, et en physique moderne  des équations de Maxwell de l'électromagnétisme.

En Europe occidentale, la querelle de priorité — Snell ou Descartes ? — fut abondamment débattue ; compte tenu de Ibn Sahl, Harriot, Kepler, c'est une « ancienne » querelle (voir controverses du cartésianisme, dioptrique).

## Lois de Snell-Descartes pour la réflexion

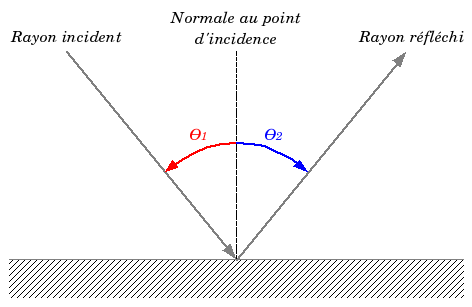
Schéma de principe de la loi de la réflexion : les faisceaux incidents et réfléchis forment avec la normale le même angle, qu'il faut orienter correctement.

Le rayon lumineux est dit incident avant d'avoir rencontré la surface réfléchissante, il est dit réfléchi après. 
Le point de rencontre du rayon incident et de la surface réfléchissante est appelé point d'incidence. 
La droite orthogonale à la surface réfléchissante au point d'incidence est appelée normale (à la surface réfléchissante). 
Le plan contenant le rayon incident et la normale à la surface réfléchissante au point d'incidence est dit plan d'incidence.
L'angle orienté θ1 pris entre la normale au point d'incidence et le rayon incident est dit angle d'incidence.
L'angle orienté θ2 pris entre la normale au point d'incidence et le rayon réfléchi est dit angle de réflexion.
Les angles θ1 et θ2 sont positifs si orientés dans le sens trigonométrique, négatifs sinon. 
Attention : certains auteurs utilisent d'autres conventions.
Les lois de la réflexion s'énoncent ainsi :
- le rayon réfléchi, le rayon incident et la normale (au dioptre) sont contenus dans le plan d'incidence ;
- les angles incidents et réfléchis sont égaux en valeurs absolues ; θ1 et θ2 vérifient : θ2 = - θ1.

## Lois de Snell-Descartes pour la réfraction

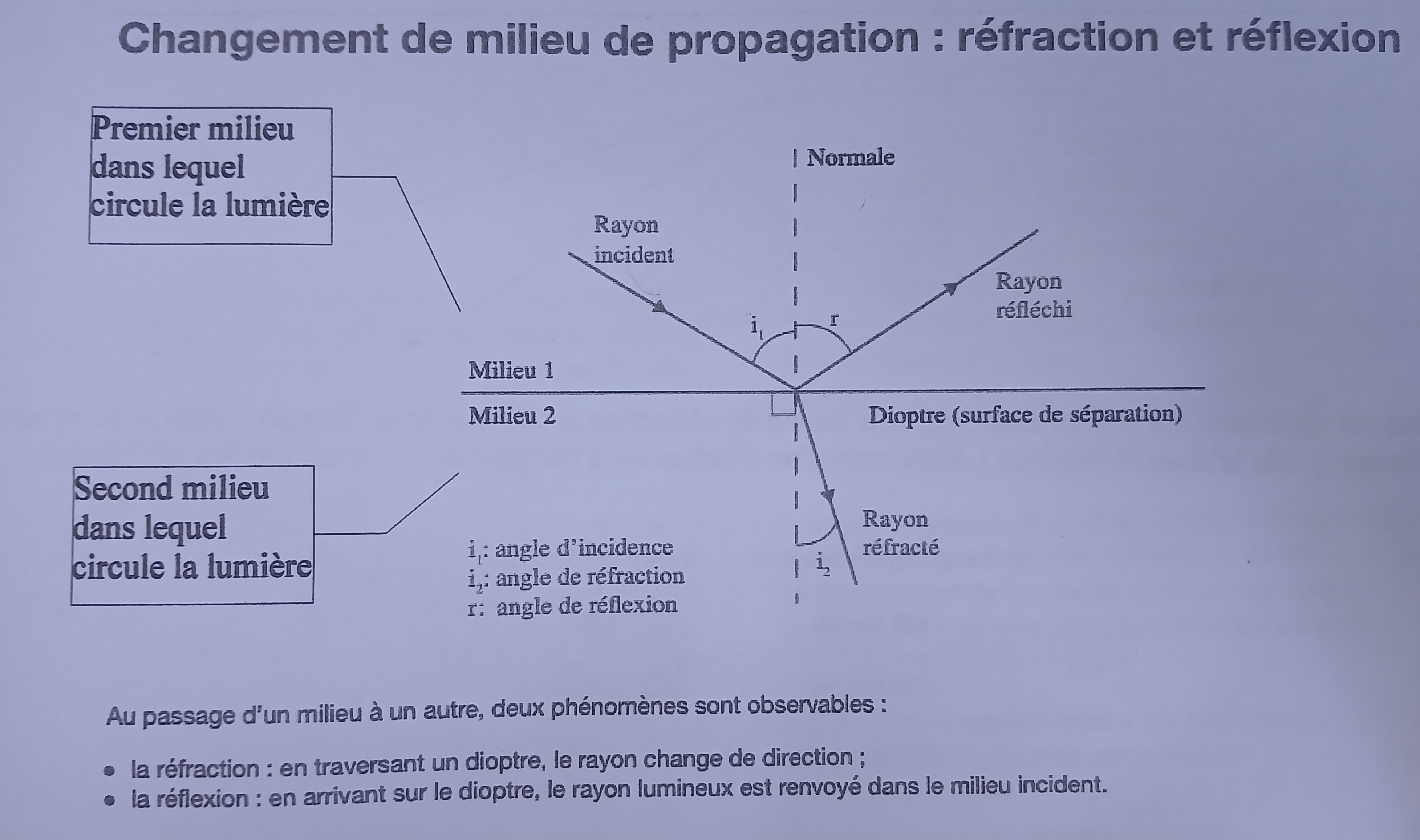
Schéma de la réfraction : le faisceau incident est dévié selon la loi dite de Snell-Descartes.

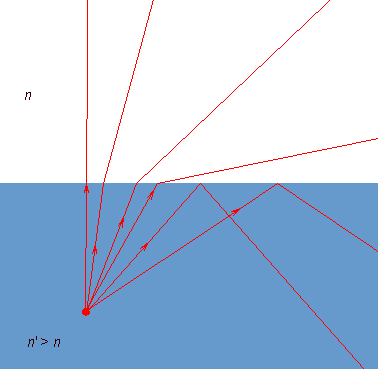
Au-delà d'une certaine inclinaison, les rayons ne franchissent plus le dioptre : ils sont réfléchis. C'est ce qui explique l'effet miroir qui apparait hors de la fenêtre de Snell.

Les lois de Snell-Descartes de la réfraction expriment le changement de direction d'un faisceau lumineux lors de la traversée d'une paroi, séparant deux milieux différents. Chaque milieu est caractérisé par sa capacité à « ralentir » la lumière, modélisée par son indice de réfraction n qui s'exprime sous la forme :{\displaystyle n={\frac {c}{v}}}où : 
- v est la vitesse de la lumière dans ce milieu ;
- c est la vitesse de la lumière dans le vide.

Le rayon lumineux est dit incident avant d'avoir rencontré la surface réfractante (appelée dioptre), il est dit réfracté après. 
Le point de rencontre du rayon incident et du dioptre est appelé point d'incidence. 
Le plan contenant le rayon incident et la normale au dioptre, au point d'incidence est dit plan d'incidence.
L'angle orienté θ1 pris entre la normale au point d'incidence et le rayon incident est dit angle d'incidence.
L'angle orienté θ2 pris entre la normale au point d'incidence et le rayon réfracté est dit angle de réfraction.
Les angles θ1 et θ2 sont positifs si orientés dans le sens trigonométrique, négatifs sinon. 
Soit n1 l'indice de réfraction du milieu dans lequel se propage le rayon incident et n2 celui du milieu dans lequel se propage le rayon réfracté.
Les lois de la réfraction s'énoncent ainsi :
- le rayon réfracté, le rayon incident et la normale (au dioptre) sont dans un même plan, le plan d'incidence ;
- la relation liant les indices de réfraction n1 et n2 de chacun des milieux et les angles incident θ1 et réfracté θ2, appelée relation de Snell-Descartes, s'écrit :

{\displaystyle n_{1}\,\sin \theta _{1}=n_{2}\,\sin \theta _{2}}
Pour n1 > n2 (et respectivement n1 < n2) le rayon réfracté (ou incident) se rapproche plus rapidement du dioptre que le rayon incident (ou réfracté). Quand le rayon réfracté (ou incident) se retrouve mathématiquement sur le dioptre (sa limite) il y a alors réflexion totale.
Les lois empiriques de la réflexion et de la réfraction peuvent être interprétées par différents modèles : modèle ondulatoire de Huygens (principe de Huygens-Fresnel), modèle de moindre action de Fermat (principe de Fermat), modèle de l'onde électromagnétique de Maxwell.
Les lois de Snell-Descartes sont également utilisées dans la réflexion des ultrasons.

## Lois de Snell-Descartes et relativité de Galilée
Les lois de Snell-Descartes sont une conséquence, directe mais non triviale, du principe de relativité de Galilée, c'est-à-dire de l'invariance des lois de la physique lors d'une translation dans l'espace ou dans le temps.

## Forme vectorielle des lois de Snell-Descartes
La forme vectorielle permet d'exprimer les vecteurs directeurs des rayons réfléchi et réfracté à partir du vecteur directeur du rayon incident. Le résultat est identique à celui des formes scalaires, mais sous forme de vecteurs au lieu d'angles.
Étant donné le vecteur directeur {\displaystyle {\vec {I}}} du rayon incident (en provenance d'une source lumineuse et en direction du dioptre) et le vecteur normal {\displaystyle {\vec {n}}} au plan incident, on a :
{\displaystyle \cos \theta _{1}={\vec {n}}\cdot (-{\vec {I}})}
{\displaystyle \cos \theta _{2}={\sqrt {1-\left({\frac {n_{1}}{n_{2}}}\right)^{2}\left(1-\cos ^{2}\theta _{1}\right)}}}
{\displaystyle {\vec {v}}_{\mathrm {r{\acute {e}}fl{\acute {e}}chi} }={\vec {I}}+\left(2\,\cos \theta _{1}\right){\vec {n}}}
{\displaystyle {\vec {v}}_{\mathrm {r{\acute {e}}fract{\acute {e}}} }=\left({\frac {n_{1}}{n_{2}}}\right){\vec {I}}+\left({\frac {n_{1}}{n_{2}}}\cos \theta _{1}-\cos \theta _{2}\right){\vec {n}}}.
Note : {\displaystyle {\vec {n}}\cdot (-{\vec {I}})} doit être positif. Sinon, il faut utiliser :
{\displaystyle {\vec {v}}_{\mathrm {r{\acute {e}}fract{\acute {e}}} }=\left({\frac {n_{1}}{n_{2}}}\right){\vec {I}}+\left({\frac {n_{1}}{n_{2}}}\cos \theta _{1}+\cos \theta _{2}\right){\vec {n}}.}
La réflexion totale a lieu quand le radicande de la formule de cos(θ2) est négatif.

## Généralisation des lois de la réflexion et de la réfraction
En octobre 2011, un groupe de chercheurs internationaux travaillant à l'université Harvard aux États-Unis ont généralisé les lois de la réflexion et de la réfraction. L'idée consiste à modifier l'interface séparant les deux milieux de façon à introduire un déphasage sur le faisceau lumineux qui ne soit plus uniforme mais qui dépend de l'espace. Pour ce faire, ils ont décoré l'interface avec une matrice d'antennes plasmoniques de taille nanoscopique, qui permettent d'introduire un gradient de phase constant le long de l'interface.
Les nouvelles lois de la réflexion et de la réfraction sont obtenues en considérant le  principe de Fermat, prenant en compte ce gradient de phase. La taille des antennes plasmoniques utilisées étant beaucoup plus petite que la longueur d'onde de la lumière, le gradient de phase est introduit de façon soudaine lors de la traversée de l'interface, découplant ainsi la phase accumulée lors de la propagation et le saut de phase introduit par les nanostructures.

La loi généralisée de la réfraction s'énonce alors ainsi : 
où :
- {\textstyle {\frac {\mathrm {d} \phi }{\mathrm {d} x}}} représente le gradient de phase introduit de façon soudaine à l'interface.

La loi généralisée de la réflexion s'énonce  : 
où :
- θi est l'angle d'incidence ;
- θr est l'angle de réflexion.

La loi de la réflexion est surprenante : l'angle de réflexion n'est plus nécessairement égal à l'angle d'incidence.

## Visualisation de la loi de Snell-Descartes: surface des lenteurs

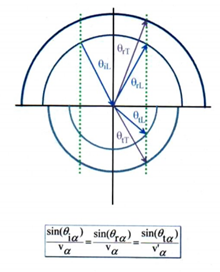
Surface des lenteurs dans le cas d'une interface solide-solide.

On appelle vecteur lenteur, le vecteur porté par la direction de propagation de l’onde et de module égal à l’inverse de sa vitesse de phase dans cette direction. Les surfaces des lenteurs sont le lieu de l’extrémité de ce vecteur pour toutes les directions de propagation des ondes.  
Par définition, la surface des lenteurs est le lieu des extrémités du vecteur de lenteur {\displaystyle {\displaystyle {\vec {m}}}}, tracé à partir d'un point fixe O, lorsque la direction de propagation  {\displaystyle {\displaystyle {\vec {n}}}} varie.
Vecteur de lenteur : 
{\displaystyle {\vec {m}}={\frac {\vec {n}}{V}}}.
Les directions de propagation des ondes peuvent être déterminées graphiquement à partir des surfaces des lenteurs. En effet les lois de Snell-Descartes correspondent à la conservation de la projection sur l’interface des vecteurs lenteurs de toutes les ondes (incidente, réfléchie(s) et transmise(s)), comme illustré dans la figure ci-contre. 

### Milieu isotrope
Dans les milieux isotropes (solides ou liquides), la vitesse d’une onde étant la même quelle que soit la direction, les surfaces des lenteurs sont des sphères; des cercles dans le plan d'incidence (une pour les ondes longitudinales et une plus grande pour les ondes transversales). 

### Milieu anisotrope

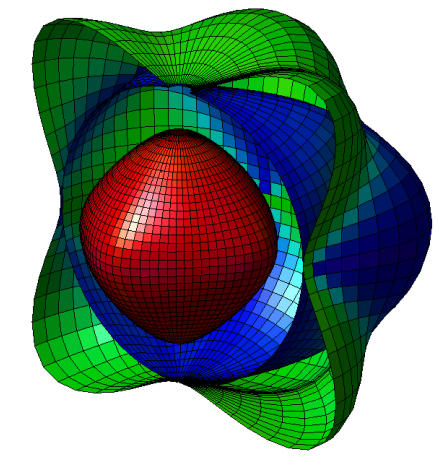
Surface des lenteurs dans le cas d'une interface anisotrope.

Pour un milieu anisotrope les surfaces de lenteurs dévient de la représentation purement sphérique relative aux corps isotropes. Une coupe dans un plan des surfaces des lenteurs pour un matériau anisotrope est donné sur la figure ci contre.